# ハインリヒ・フォン・ルスティーゲ
ハインリヒ・フォン・ルスティーゲ（Heinrich Franz Gaudenz Rustige、1867年に爵位を得てHeinrich von Rustigeと称した、1810年4月12日 - 1900年1月15日）はドイツの画家である。

## 略歴
現在のノルトライン＝ヴェストファーレン州のヴェルルに生まれた。
1828年からデュッセルドルフ美術アカデミーで、フリードリッヒ・ヴィルヘルム・シャドウに学び、1836年にフランクフルトに住んで、シュテーデル美術館の美術学校の教授となり、ウィーンやハンガリー、ドレスデン、ベルリンやフランス、イギリスを旅して修行した。
1845年にシュトゥットガルトの美術学校の教授となり、現在のシュトゥットガルト州立美術館の学芸員、王室の美術コレクションの管理者を務め、1887年まで美術学校の教授職を続けた。ルスティーゲが教えた学生にはハインリヒ・フォン・ツューゲルやフィリップ・ルンプフ、アントン・ブライトらがいる。
1867年にヴュルテンベルク王国からヴュルテンベルク王冠勲章(Orden der Württembergischen Krone)を受勲し、貴族に叙せられた。1890年には故郷ヴェルルの名誉市民の称号を得た。

## 作品

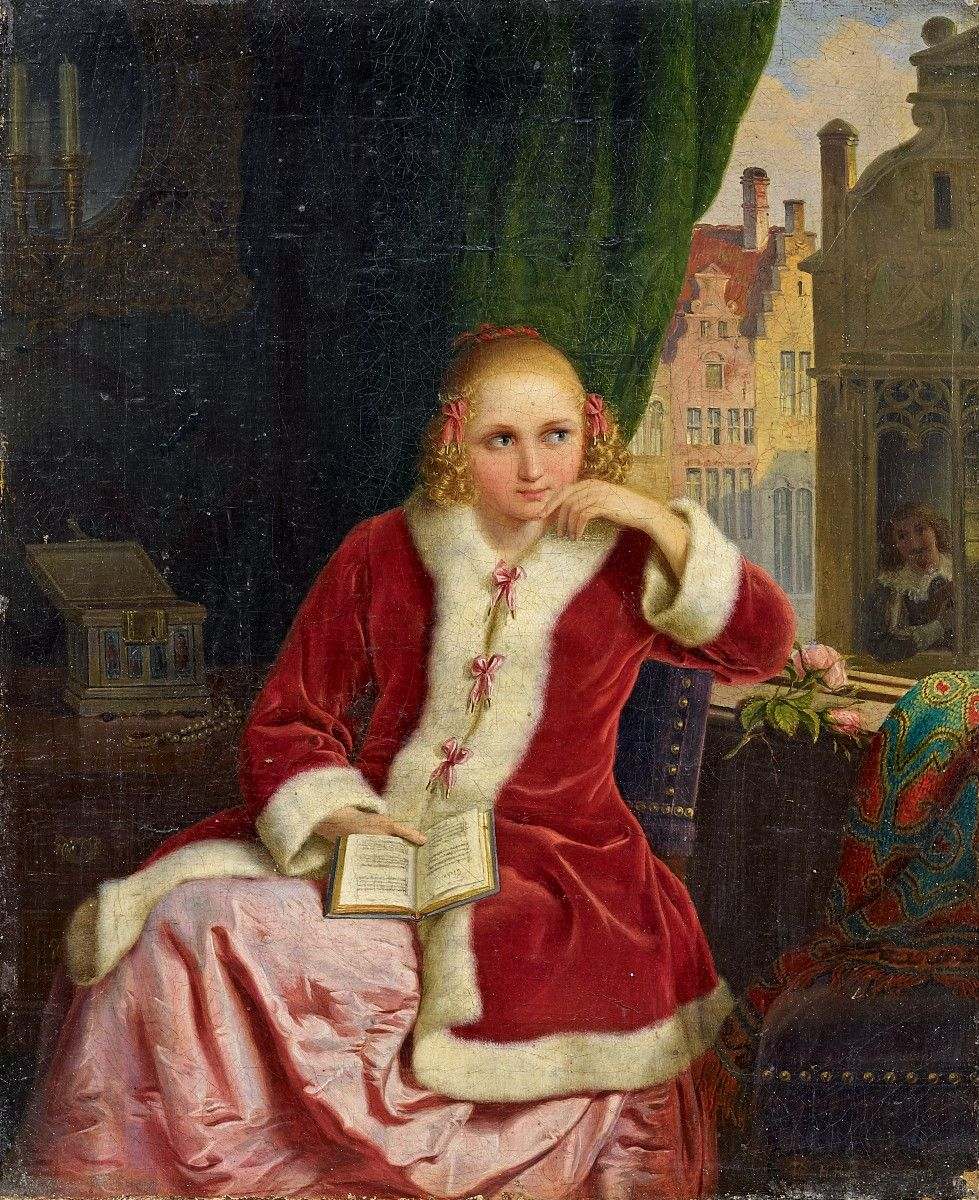
Der Liebesroman (c.1843)
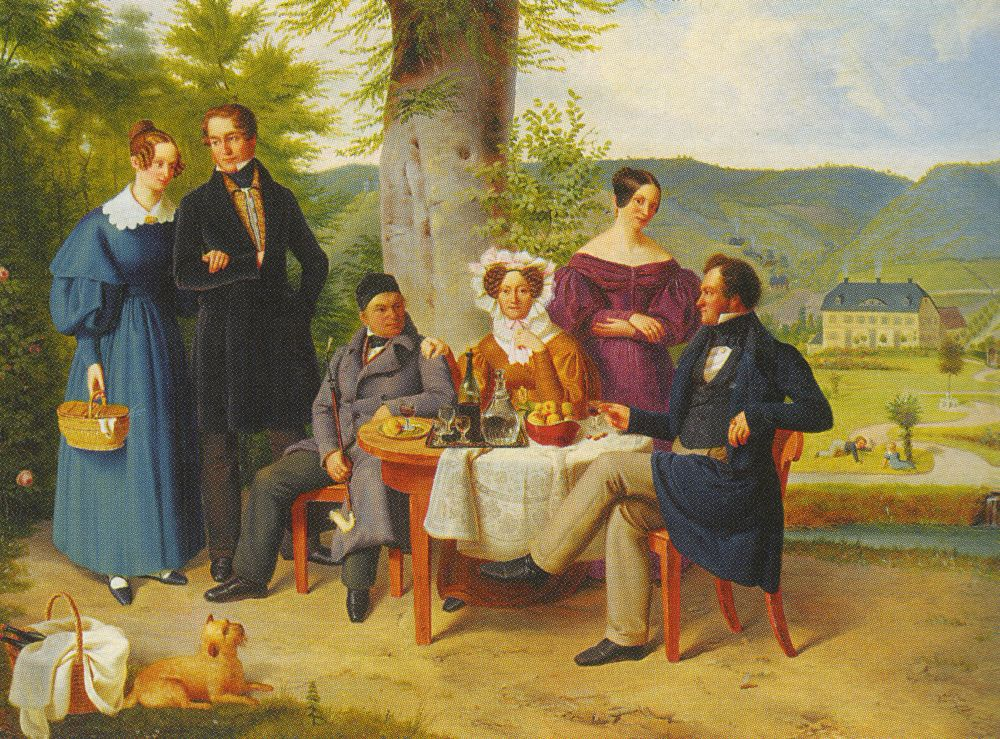
香水商ファリーナ家の人々(1837)
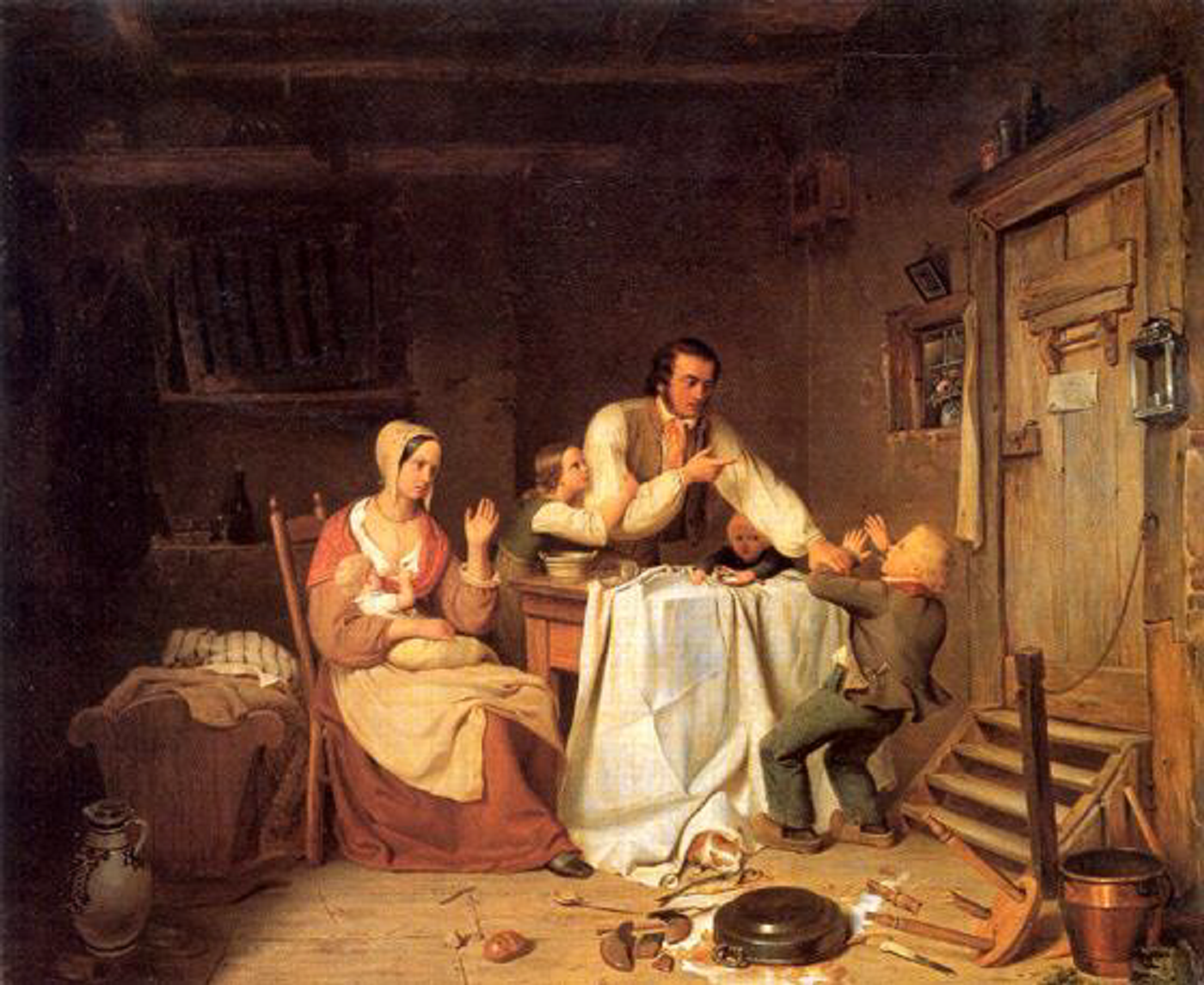
中断した食事(1838)